# Казначейство Его Величества
Казначейство Его Величества (англ. His Majesty's Treasury; неофициальное наименование — Казначейство) — ведомство, выполняющее роль министерства финансов Великобритании. Казначейство фактически возглавляется канцлером Казначейства. Оно несёт ответственность за сбор налогов и подготовку бюджета, осуществляет контроль за правительственными расходами, управление государственным долгом и общее руководство экономикой.

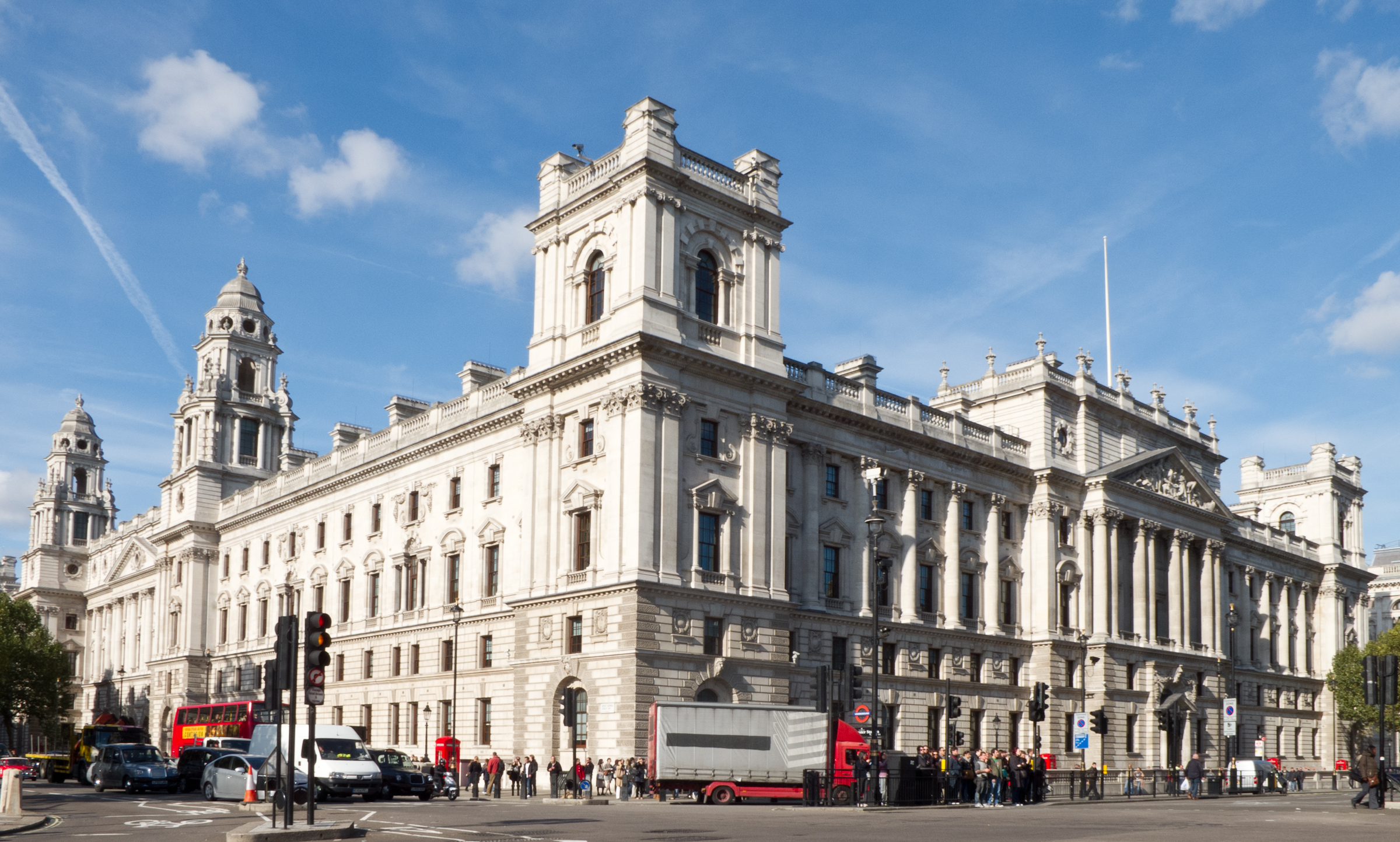
Казначейство, Уайтхолл

## История
Казначейство Великобритании ведёт свою историю от Нормандского завоевания Англии. Изначально оно несло ответственность за сбор феодальных податей. В течение столетий этот орган эволюционировал, менялись его полномочия, сама структура усложнялась. Если, допустим, в XVII веке Казначейство ограничивалось только решением финансовых вопросов, то, уже начиная с середины XVIII века, в связи с ростом влияния Кабинета, (некоторые историографы вообще называют этот период «правлением кабинета министров») влияние Казначейства распространяется и на другие правительственные ведомства.

## Современность
Сегодня Казначейство — один из важнейших правительственных департаментов, которых всего насчитывается 25. Формально казначейством руководит лорд-казначей в лице Комиссии Казначейства (постоянно с 1714 года), состоящей из лордов-заседателей (англ. Lords Commissioners of the Treasury) во главе с Первым лордом. Фактическим главой данного ведомства является канцлер казначейства, который также входит в комиссию в качестве Второго лорда казначейства (англ. Second Lord of Treasury).
Центральный офис казначейства находится в Лондоне. В Норидже и Эдинбурге имеются отделения казначейства.
Начиная с 2012 года совместно с Банком Англии реализует программу Funding for Lending Scheme по стимулированию экономической деятельности путём кредитования домашних хозяйств и компаний.

## Банкноты казначейства

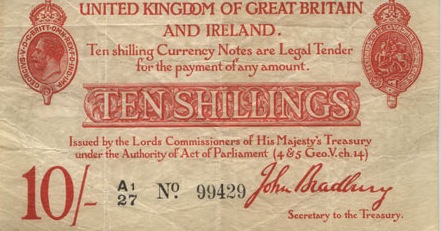
10 шиллингов Казначейства 2-й серии, 1915 год

В соответствии с законодательством Казначейство не имеет права выпуска банкнот, это право предоставлено Банку Англии, трём шотландским и четырём североирландским коммерческим банкам. Однако из этого правила было сделано одно исключение. С началом Первой мировой войны законом (Currency and Bank Notes Act 1914) Казначейству было предоставлено право выпуска не разменивавшихся на золото банкнот в 10 шиллингов и 1 фунт, имевших статус законного платёжного средства.
Банкноты в 10 шиллингов выпущены трёх серий: 14 августа 1914, 21 января 1915 и 22 октября 1918. Банкноты в 1 фунт — также трёх серий: 7 августа 1914, 23 октября 1914 и 22 января 1917.
Банкноты первых двух серий обоих номиналов изъяты из обращения 12 июня 1920 года. В 1928 году право выпуска банкнот Казначейства отменено, но банкноты обоих номиналов третьего выпуска продолжали использоваться в обращении до 1 августа 1933 года.